# Nefertiti (musikalbum)
Nefertiti är ett musikalbum av den amerikanska jazzmusikern Miles Davis. Albumet spelades in under juni och juli 1967 och gavs ut året därpå. 
Nefertiti är det fjärde studioalbumet som spelades in av Miles Davis andra kvintett, och det sista där bara akustiska instrument användes. Albumet är kanske mest känt för titelspåret, en komposition av Wayne Shorter, där blåsinstrumenten inte direkt improviserar utan spelar melodin om och om igen.

## Låtlista
1. "Nefertiti" (Wayne Shorter) - 7:52
2. "Fall" (Wayne Shorter) - 6:39
3. "Hand Jive" (Tony Williams) - 8:54
4. "Madness" (Herbie Hancock) - 7:31
5. "Riot" (Herbie Hancock) - 3:05
6. "Pinocchio" (Wayne Shorter) - 5:08

På vissa CD-återutgivningar finns extraspår med.

## Musiker
- Miles Davis - trumpet
- Wayne Shorter - tenorsaxofon
- Herbie Hancock - piano
- Tony Williams - trummor
- Ron Carter - kontrabas